# Diputación Provincial de Sevilla
La Diputación Provincial de Sevilla es una institución pública que presta servicios directos a los ciudadanos y presta apoyo técnico, económico y tecnológico a los ayuntamientos de los 106 municipios de la provincia de Sevilla. Además, coordina algunos servicios municipales y organiza servicios de carácter supramunicipal. Tiene su sede central en la ciudad de Sevilla. Integran la Diputación Provincial, como órganos de Gobierno de la misma, el presidente, los vicepresidentes, la Junta de Gobierno y el pleno. Inició sus funciones a finales de 1813.
El ámbito territorial de la Diputación de Sevilla alcanza el 16% del total de la superficie de Andalucía, prestando servicio al 74,7% del total de la población sevillana.

## Historia
En 1812 se aprobó la Constitución de Cádiz que en su artículo 325 decía: 

"En cada Provincia habrá Diputación, llamada provincial, para promover su prosperidad"

Pero nunca llegó a ponerse en práctica, ya que 1813 Fernando VII subió al trono y derogó la constitución.
Tras proyectos legislativos en 1813, 1820 y 1823, en 1833 el Real Decreto de 30 de noviembre establece la división de España en provincias. Varias constituciones y decretos irán regulando la división de España en provincias durante el siglo XIX y en 1924 la dictadura de Primo de Rivera suprime las diputaciones, aunque reaparecen en 1925 en la Ley de 20 de marzo llamada Estatuto de Calvo-Sotelo, tras lo cual continuarán existiendo con diversos regímenes legales.
En el transcurso de la guerra civil española, el presidente José Manuel Puelles de los Santos y varios diputados provinciales, integrantes de la Comisión Gestora,  fueron fusilados el 5 de agosto de 1936. El 5 de septiembre se crean Comisiones gestoras de las diputaciones provinciales y en 1945 la Ley de Bases de Régimen Local establece que el gobernador civil sería el presidente de la diputación. 
En 1978 la constitución democrática las colocará como órganos administrativos provinciales para la gestión de los intereses de sus respectivas provincias y se da la posibilidad de que el Estado o la Comunidad Autónoma deleguen en ella algunas funciones.

## Presidentes

Bandera de la Diputación Provincial.

- Hermenegildo Casas Jiménez, 1931-1934.
- José Manuel Puelles de los Santos de 25 de febrero a 18 de julio de 1936.
- Ramón de Carranza Gómez, 1946-1959.

Desde la recuperación de la democracia en España, han sido presidentes de la Diputación Manuel del Valle Arévalo (1979-1983), Miguel Ángel Pino Menchén (1983-1995), Alfredo Sánchez Monteseirín (1995-1999), Luis Pascual Navarrete Mora (1999-2004) y Fernando Rodríguez Villalobos (2004-2023). 
Desde 2023, el presidente de la Diputación es Javier Fernández, alcalde del municipio de La Rinconada. 

## Composición
| Actual distribución de la Diputación tras las elecciones municipales de 2023 | Actual distribución de la Diputación tras las elecciones municipales de 2023 | Actual distribución de la Diputación tras las elecciones municipales de 2023 | Actual distribución de la Diputación tras las elecciones municipales de 2023 | Actual distribución de la Diputación tras las elecciones municipales de 2023 |
| Partido político                                                             | Votos                                                                        | %                                                                            | Diputados                                                                    |                                                                              |
| ---------------------------------------------------------------------------- | ---------------------------------------------------------------------------- | ---------------------------------------------------------------------------- | ---------------------------------------------------------------------------- | ---------------------------------------------------------------------------- |
| Partido Socialista Obrero Español de Andalucía (PSOE-A)                      | 352.229                                                                      | 37,88%                                                                       | 15                                                                           |                                                                              |
| Partido Popular Andaluz (PPA)                                                | 298.468                                                                      | 32,09%                                                                       | 11                                                                           |                                                                              |
| Con Andalucía-Izquierda Unida (Con Andalucía)                                | 110.523                                                                      | 11,88%                                                                       | 4                                                                            |                                                                              |
| Vox (VOX)                                                                    | 63.317                                                                       | 6,80%                                                                        | 1                                                                            |                                                                              |

### Distribución de escaños por partidos judiciales
| Partido judicial     |    |    |   |   | Diputados |
| -------------------- | -- | -- | - | - | --------- |
| Carmona              |    | 1  |   |   | 1         |
| Cazalla de la Sierra |    | 1  |   |   | 1         |
| Écija                |    | 1  |   |   | 1         |
| Lora del Río         | 1  |    |   |   | 1         |
| Marchena             | 1  |    |   |   | 1         |
| Morón de la Frontera | 1  |    |   |   | 1         |
| Osuna                | 1  |    | 1 |   | 2         |
| Sevilla              | 8  | 7  | 2 | 1 | 18        |
| Utrera               | 3  | 1  | 1 |   | 5         |
| Total                | 15 | 11 | 4 | 1 | 31        |